# Борисоглебский (Ярославская область)
Борисогле́бский (в просторечье Борисогле́б) — рабочий посёлок, административный центр Борисоглебского района Ярославской области России.

## География
Расположен в южной части области, на реке Устье (бассейн Волги), в 19 км к северо-западу от Ростова, где находится ближайшая железнодорожная станция. Автобусным сообщением посёлок связан с Ростовом, Ярославлем и Угличем.

## История
Поселение возникло при Борисоглебском монастыре, основанном пришедшим из Новгородской земли иноком Феодором и присоединившимся к нему позднее Павлом по благословению Сергия Радонежского в 1363 году. За населенным пунктом утвердилось название подмонастырских Борисоглебских слобод.

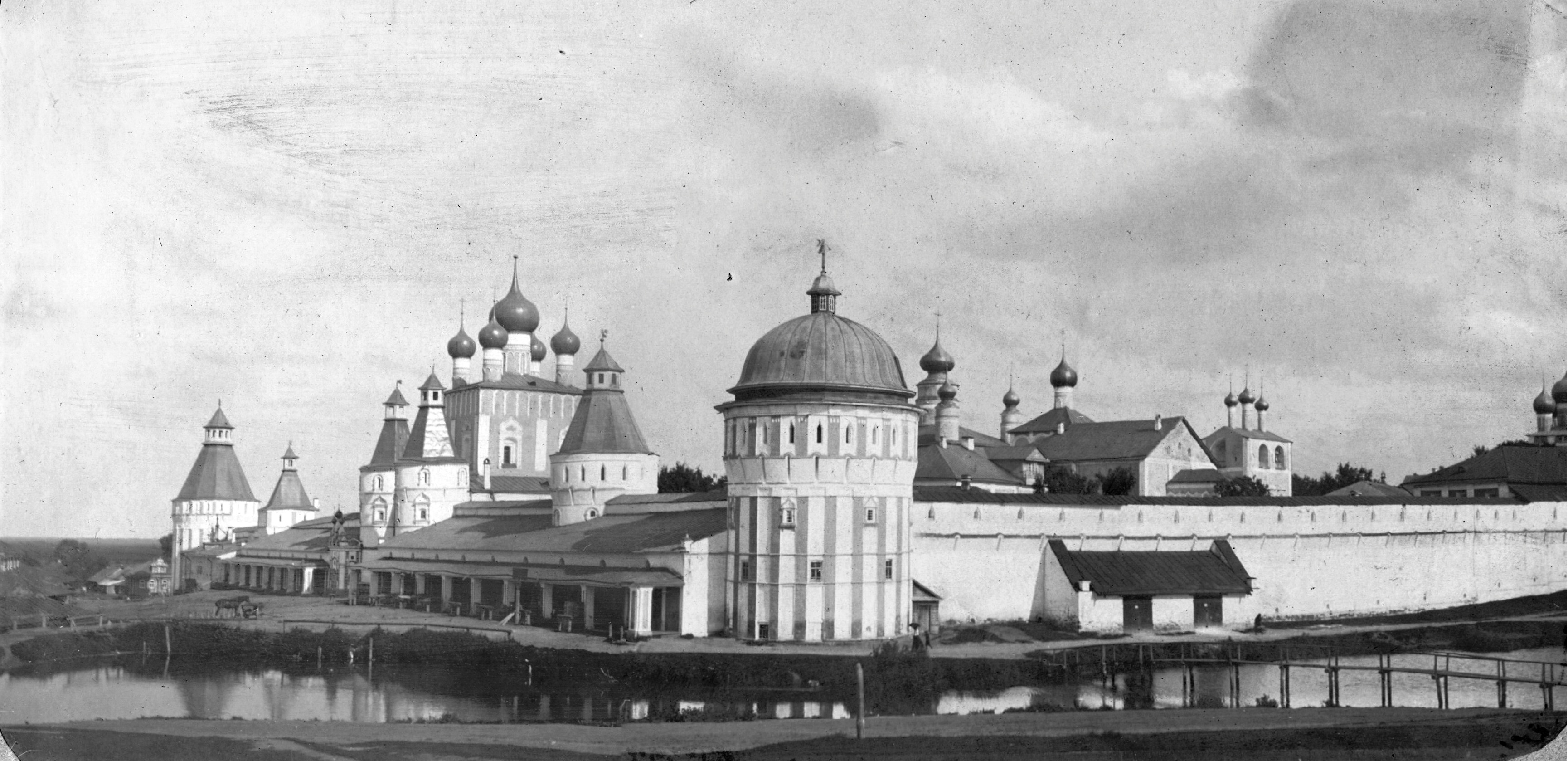
Территория около Борисоглебского монастыря в начале XX века.

Монастырь существовал до упразднения в 1924 году. В советский период в зданиях монастыря были размещены различные учреждения районного центра — почта, отделение Госбанка, склады организаций по заготовке льна и зерна, а также музей. Здания монастыря как составляющие значительного памятника истории и культуры находятся под охраной государства.
В 1764 году в ходе секуляризации слободы из владения монастыря были переданы в ведение Коллегии экономии, а затем в 1772 г. пожалованы Екатериной II своему фавориту графу Г. Г. Орлову. С 1843 года Борисоглебские слободы — владение графов Паниных.
По решению сельского общества Борисоглебских слобод в конце XIX века в селе был учреждён общий праздник 13 января (в день памяти Иринарха Затворника). Отмечался он божественной литургией, молебном святому, день был нерабочим.
В XIX веке Борисоглебские слободы — крупное торговое село Ростовского уезда Ярославской губернии, центр Борисоглебской волости. В праздник св. Бориса и Глеба у стен монастыря традиционно проходила значительная для Ярославской губернии ярмарка, специализировавшаяся на торговле скотом. В слободах бытовали ремесла и кустарные производства: переработка картофеля и выработка крахмала; окраска тканей и шитье одежды; иконописание; металлообработка, изготовление сельскохозяйственных орудий.
Борисоглебские слободы и после революции имели статус центра волости, с 1929 года — района, до 1960-х гг. сохраняли и древнее название. Статус рабочего посёлка и современное название поселение получило в 1962 году, решение об этом опубликовано в «Ведомостях Верховного Совета РСФСР», № 52 за 1962 г.

## Население
| 1859  | 1897  | 1914  | 1939  | 1959  | 1970  | 1979  | 1989  | 2002  |
| ----- | ----- | ----- | ----- | ----- | ----- | ----- | ----- | ----- |
| 1177  | ↗1454 | ↘1320 | ↗3072 | ↗3665 | ↗4727 | ↗5938 | ↗6327 | ↘5957 |
| 2007  | 2009  | 2010  | 2011  | 2012  | 2013  | 2014  | 2015  | 2016  |
| ↘5582 | ↘5561 | ↗5646 | ↘5600 | ↗5645 | ↘5625 | ↘5612 | →5612 | ↘5524 |
| 2017  | 2018  | 2019  | 2020  | 2021  |       |       |       |       |
| ↘5379 | ↗5405 | ↘5380 | ↘5378 | ↗5453 |       |       |       |       |

Национальный состав
По итогам переписи населения 2020 года проживали следующие национальности (национальности менее 0,1 % и другое, см. в сноске к строке «Другие»):
| Национальность | Численность, чел. | Доля     |
| -------------- | ----------------- | -------- |
| Русские        | 5268              | 96,61 %  |
| Азербайджанцы  | 52                | 0,95 %   |
| Украинцы       | 27                | 0,50 %   |
| Армяне         | 16                | 0,29 %   |
| Таджики        | 8                 | 0,15 %   |
| Белорусы       | 8                 | 0,15 %   |
| Другие         | 74                | 1,35 %   |
| Итого          | 5453              | 100,00 % |

## Экономика
Основные предприятия посёлка: крахмалосушильный завод (закрыт), сыродельный завод (закрыт), хлебозавод (закрыт), птицефабрика (закрыта), типография (закрыта), комбинат строительных деталей, Райпо, ОАО «Борисоглебское торговое предприятие» (закрыто), АТП.

## Достопримечательности

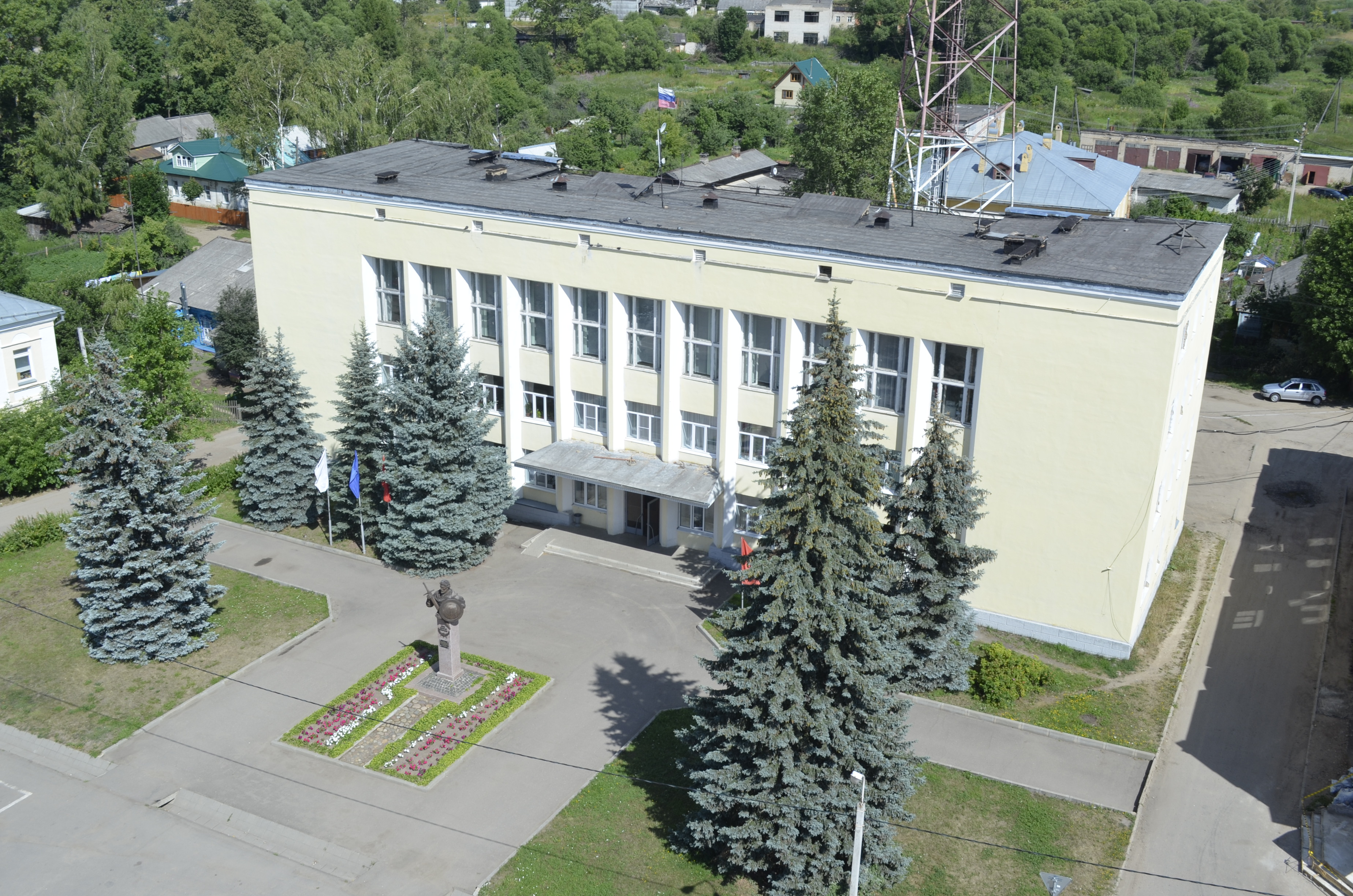
Здание поселковой администрации

Основная достопримечательность посёлка — памятник истории и культуры федерального значения — комплекс сооружений Борисоглебского монастыря с построенным зодчим Григорием Борисовым собором Бориса и Глеба (1522—1523), Благовещенской церковью с трапезной палатой (1524—1526), Сергиевской и Сретенской надвратными церквами (конец XVII века) и др.
На территории монастыря работает музей — филиал государственного музея-заповедника «Ростовский кремль», действует ряд экспозиций. Помимо монастыря, в посёлке сохранились каменные здания XIX века, в том числе торговые ряды. Представляют интерес для туристов и исследователей народного искусства и деревянные дома первой половины XX века, украшенные традиционной пропильной резьбой.
В сентябре 2005 года в посёлке был установлен памятник герою Куликовской битвы Александру Пересвету, за которым последовали памятники князю Дмитрию Пожарскому и преподобному Иринарху Ростовскому (скульптор Зураб Церетели).
4 октября 2007 года был открыт памятник Михаилу Скопину-Шуйскому (скульптор Владимир Суровцев).